# Coincya
Coincya es un género de plantas perteneciente a la familia  Brassicaceae, de distribución principalmente eurosiberiana, que se puede encontrar en Europa occidental y norte de África (Gran Bretaña, Alemania, Francia, España, Portugal y Marruecos). Ha sido introducida en los Estados Unidos donde se ha convertido en una planta invasora.

## Descripción
Son plantas anuales, a veces perennifolias, con pelos simples. Hojas divididas, con células mirosínicas. Inflorescencia ebracteada. Sépalos erectos; los internos sacciformes en la base; los externos ligeramente cuculados. Pétalos amarillos o blanco-crema con nerviación violeta. Nectarios laterales prismáticos; los medianos ausentes. Silicuas tardíamente dehiscentes, con rostro ensiforme y con varias semillas; valvas convexas, trinervadas. Semillas uniseriadas, de subglobulosas a ovoideas, negruzcas.

## Taxonomía
El género fue descrito por Georges C.Chr. Rouy y publicado en Le Naturaliste (Paris) ser. 2. 13: 248. 1891.
Etimología
Coincya: nombre genérico otorgado en honor del botánico Auguste Henri Cornut de Coincy.
La taxonomía de esta familia está cambiando en los últimos años, pero según los últimos datos, la mayor diversidad se encuentra en la península ibérica donde residen cuatro de las seis especies que componen el género.

## Especies
- Coincya cheiranthos
- Coincya longirostra
- Coincya rupestris

- Coincya rupestris rupestris
- Coincya rupestris leptocarpa

- Coincya monensis

- Coincya monensis monensis
- Coincya monensis cheiranthos
- Coincya monensis nevadensis
- Coincya monensis puberula
- Coincya monensis orophila

- Coincya transtagana
- Coincya richeri
- Coincya wrightii (O.Schulz) Stace